# Comparsa de Estudiantes (Villena)
La comparsa de Estudiantes es una de las catorce comparsas que participan en las Fiestas de Moros y Cristianos de la ciudad de Villena, España.
Se caracteriza por sus bloques formales de negro y blanco, en una organización muy homogénea. Es la única comparsa de Villena que no tiene ninguna escuadra especial asociada, respetándose siempre la uniformidad oficial.

## Historia
Se desconoce el año exacto de fundación, pero por tradición oral se situaría en 1845, sabiéndose que existía ya en 1852. Por el texto del Pacto de la Alianza de 1892, se sabe que era el año número 18 que participaba en él y, por tanto, que apareció o reapareció en 1875, estando documentada en 1884.

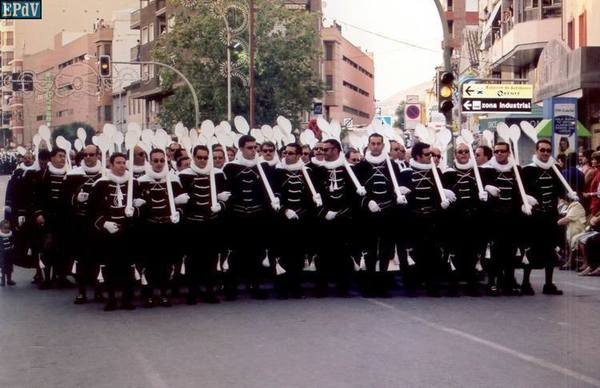
Bloque de estudiantes, iniciando el desfile final del Día 9.

Seguramente fue el resultado de la influencia de la ya desaparecida Filà Estudiantes de Alcoy, aunque por su antigüedad podría haberse dado perfectamente la situación contraria. La primera referencia documental que existe sobre la comparsa de Estudiantes es también la del libro de Zapater (pag. 98), ya que no se nombra ni en 1863 ni en 1868. Pero el texto del Pacto de la Alianza de 1892 entre el embajador de los Cristianos y el de los Estudiantes, escrito por Pepe el Chinto, comienza diciendo: "Ya se ha pasado otro año, / con este ya van dieciocho. / Así se pasa la vida, / y envejeciendo nosotros.".
Por lo tanto, la comparsa de Estudiantes empezó a participar en el Pacto de la Alianza en 1875 y, por ello, apareció o reapareció en ese mismo año de 1875. Según el testimonio de Joaquín Pérez Estevan, "El Cucuyo", de 79 años de edad en 1973, su padre Joaquín Pérez Serrano, "Cucuyo el Estudiante", "nació en el año 1845 y salió de Estudiante a los siete años de edad", de donde se deduce que la comparsa de Estudiantes ya existía en 1852. Llevan su "arma", la cuchara, en el brazo izquierdo, exactamente igual que los Moros Nuevos y los Marruecos, porque se fundaron después de 1850, mientras que los Cristianos y los Moros Viejos la llevan en el brazo derecho porque se fundaron antes de ese año.
La única modificación del traje de estudiante se hizo en 1925 y consistió en la incorporación de la gola, los cordones de la chaqueta y las borlas de los pantalones. Desde 1926 hasta 1946 se utilizaron también lápices, que se erradicaron totalmente en este último año. En 1951, Miguel Ibáñez es quien erradica definitivamente las plumas y uniforma la cuchara como única “arma” para el desfile cuando, tras un mal momento, comienza un notable incremento de socios, escasos por aquel entonces. En 1973, con la adquisición de “La Troya” actual, este incremento todavía se acrecienta más, rebasado en poco tiempo los 1700 socios.
Actualmente es la tercera comparsa más numerosa de todas las fiestas de Moros y Cristianos, sólo superados por la Comparsa de Piratas y comparsa de andaluces, también de Villena.(hechos ocurridos en 2024)